# Joe Meek
Joe Meek (5. dubna 1929 – 3. února 1967) byl anglický hudební producent. Svou hudební kariéru zahájil jako zvukový inženýr v polovině padesátých let. V roce 1960 založil spolu s Williamem Barringtonem Coupem hudební vydavatelství Triumph Records. Produkoval nahrávky mnoha interpretů, mezi něž patří například Heinz Burt, John Leyton a The Honeycombs. V roce 1960 vydal vlastní konceptuální album nazvané I Hear a New World. Ke konci života upadal do depresí a měl velké dluhy. V roce 1967 se zastřelil.